# Jack Lotz
John "Jack" Lotz (13 de agosto de 1933 - 18 de abril de 2020) fue un árbitro de lucha libre y actor estadounidense. Lotz trabajó principalmente para la World Wrestling Federation (ahora World Wrestling Entertainment). Lotz ofició en los primeros tres eventos de WrestleMania durante la década de 1980. 

## Biografía
Nacido en Yonkers, Nueva York, comenzó su carrera como trabajador de ensamblaje de ascensores y más tarde como camionero de 'Yonkers Butter and Eggs'. Se alistó en la Marina de los EE. UU. Y sirvió en la Guerra de Corea entre 1951 y 1954.
Tuvo una carrera de 33 años como árbitro para la Comisión Atlética del Estado de Nueva York. Fue el árbitro de la victoria de Bob Backlund sobre "Superstar" Billy Graham en 1978 por el WWWF Heavyweight Championship, así como de la victoria de Hulk Hogan sobre The Iron Sheik en 1984 por el mismo campeonato, luego renombrado WWF Heavyweight Championship.
Arbitró luchas en los primeros tres eventos de WrestleMania, incluido el combate de boxeo entre Rowdy Roddy Piper y Mr. T en WrestleMania 2. 
Fuera de la lucha libre, apareció en las películas Raging Bull y The Hurricane, así como en el drama televisivo The Sopranos. 

## Muerte
Lotz murió el 18 de abril de 2020 debido a complicaciones de COVID-19 a la edad de 86 años.